# Cofradía del Yacente (Murcia)
La Cofradía del Santísimo Cristo Yacente y Nuestra Señora de la Luz en Su Soledad es una cofradía de nazarenos de culto católico de la Semana Santa de Murcia (Región de Murcia, España), que desfila en la tarde del Sábado Santo siendo por tanto la última cofradía pasional que hace estación de penitencia en la ciudad. 
Es de estilo de silencio y destaca por su sobriedad y rigor, desfilando con ausencia total de cualquier sonido (incluidos tambores) a excepción de la campanilla del nazareno que abre procesión.

## Historia

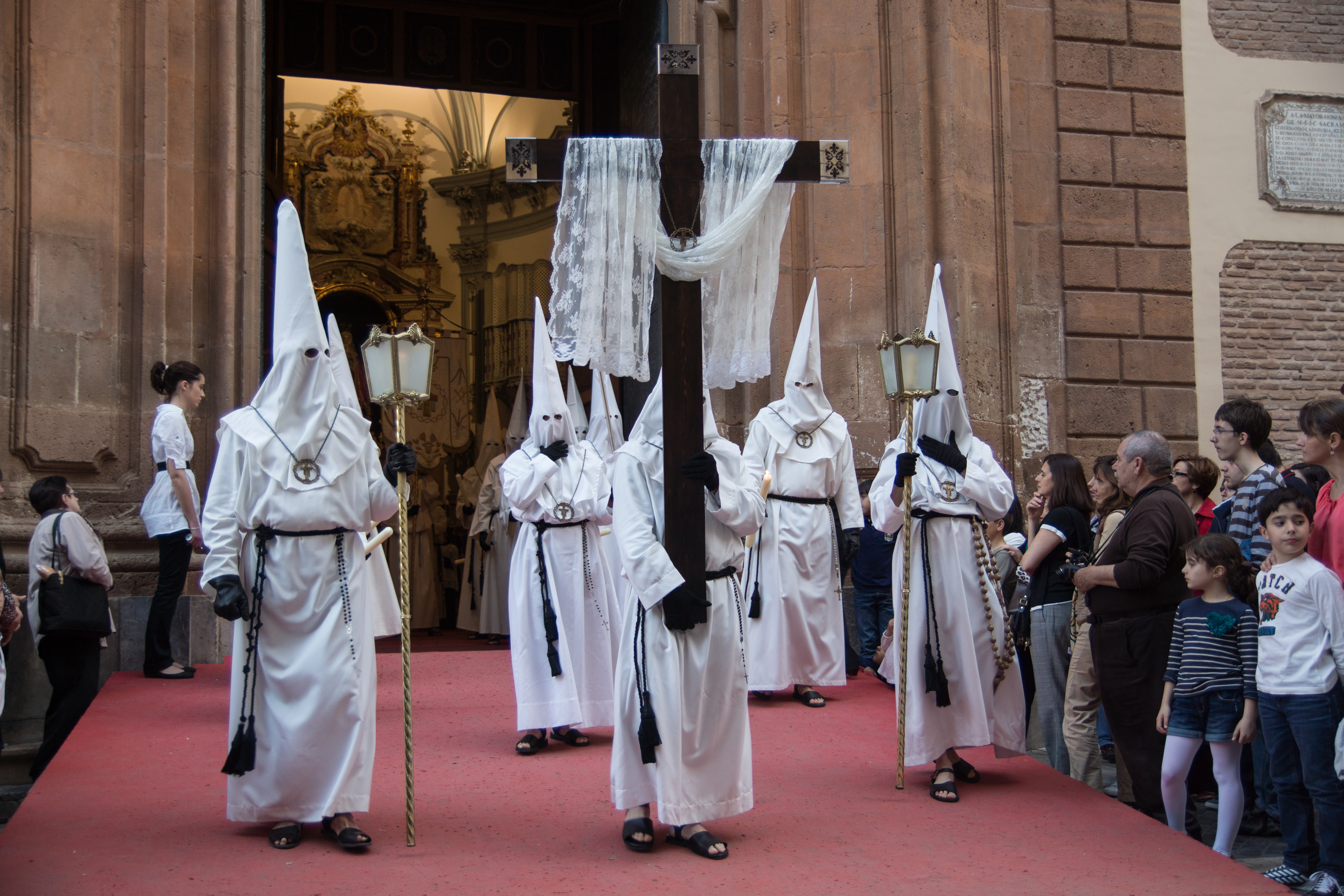
Salida de la Cruz Guía de San Juan de Dios.

La Cofradía del Santísimo Cristo Yacente y Nuestra Señora de la Luz en su Soledad nació el 5 de mayo de 1982 como manifestación de la inquietud de un grupo de jóvenes nazarenos por dotar a la jornada del Sábado Santo, hasta entonces vacía de contenidos pasionarios en Murcia (a excepción de la procesión del Retorno de Los Coloraos que desde 1980 desfilaba en la madrugada del Viernes al Sábado Santo), de una procesión de penitencia en uno de los días del denominado Triduo Sacro. Sin embargo, la institución no obtendría el visto bueno de la autoridad eclesiástica hasta el 6 de octubre de 1986.
El 18 de abril de 1987, Sábado Santo, a las seis de la tarde, se abrieron las puertas de la primitiva Capilla del Rosario, anexa a la Iglesia de Santo Domingo, para dar paso a la solemne y severa procesión del Santísimo Cristo Yacente por vez primera. Aunque la inicial sede canónica que tuvo la institución fue la Iglesia de Santo Domingo, en 1998 acabó trasladándose a la Iglesia de San Juan de Dios, de donde era originaria la imagen del Yacente.
El Sábado Santo de 1991 la cofradía creó la Hermandad de Nuestra Señora de la Luz, habiendo utilizado varias imágenes antes de la actual, estrenada en la Semana Santa de 1999. Aprovechando el cambio de sede, se comenzó a utilizar una antigua imagen mariana que se veneraba en el templo de San Juan de Dios.
La cofradía del Yacente es la única procesión de la Semana Santa de Murcia que no cuenta con ningún acompañamiento musical, sólo el sonido de una campanilla que posee el llamado nazareno muñidor que abre la procesión. La Cofradía del Refugio (que organiza la procesión del Silencio de Jueves Santo) cuenta sin embargo con unos tambores que abren y cierran la procesión. 
Dentro del estilo de silencio en el que se enmarca la cofradía, la procesión del Yacente posee algunas similitudes con el estilo tradicional, como el hecho de que sus pasos tengan dos nazarenos-estantes por vara. Junto con la Fe y la procesión de la Soledad es la única de silencio que cuenta con nazarenos-estantes ya que sus tronos no descansan con patas. Al mismo tiempo la marcha y parada de los tronos se hace a golpe de estante, algo que sólo comparte con la procesión de la Soledad de Los Coloraos.

## Pasos y hermandades

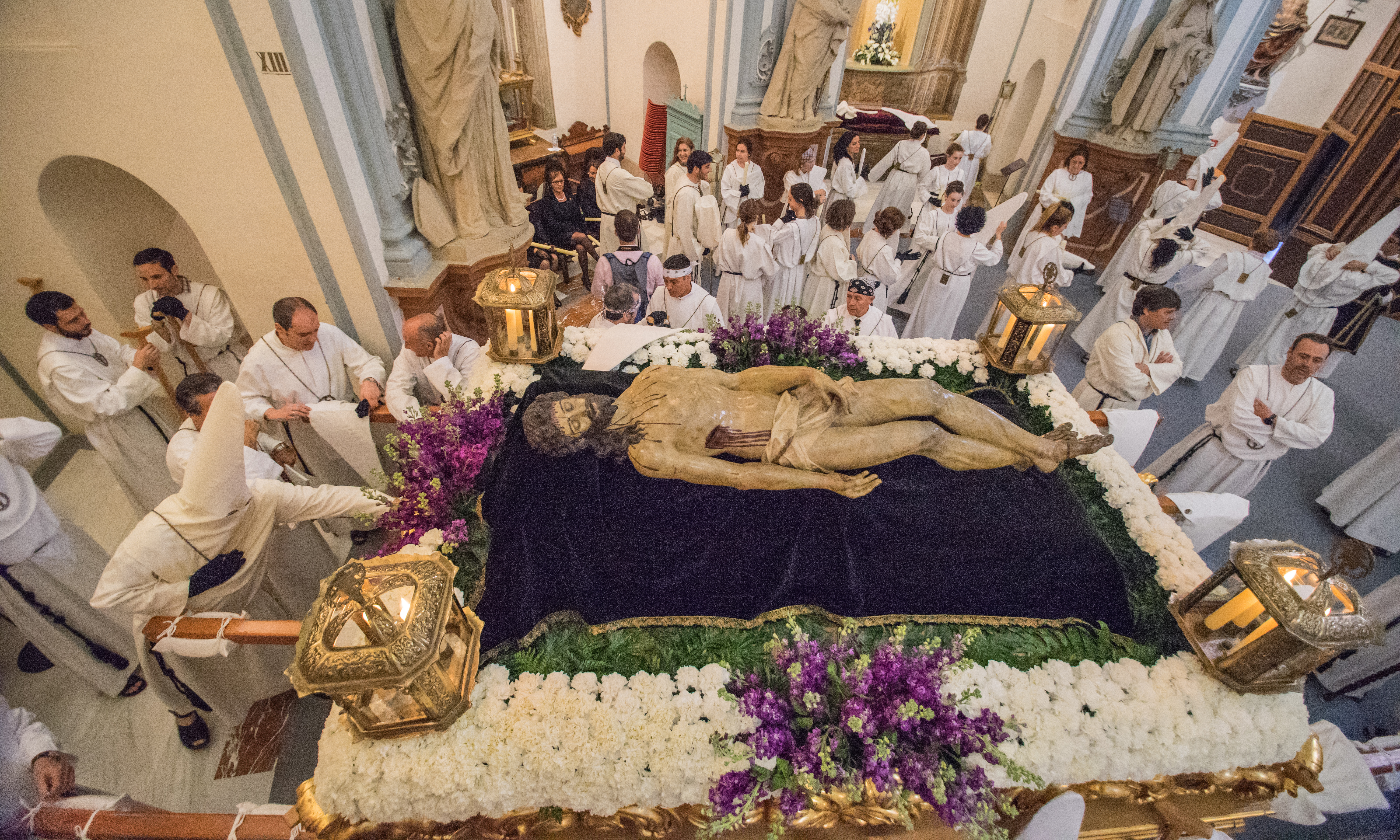
Paso del Santísimo Cristo Yacente, antes de su salida procesional.

La cofradía cuenta con dos hermandades y sus respectivos pasos, que son, por orden de salida en procesión:
- Santísimo Cristo Yacente. Diego de Ayala, 1570
- Nuestra Señora de la Luz en Su Soledad. Anónima, taller de Pedro de Mena, siglo XVII

Existe constancia documental de que los solemnes titulares de la cofradía figuraban en una procesión del Santo Entierro que salía de la iglesia de Nuestra Señora de Gracia y Buen Suceso (posteriormente llamada de San Juan de Dios) en el siglo XVII, dejando de hacerlo en 1695 cuando surgió la Cofradía del Santo Sepulcro en el convento de San Francisco.
En la restauración del Cristo Yacente realizada en 2024 se descubrió una mecanismo en la espalda que demostró que fue concebida como imagen procesional desde el comienzo, siendo por ello la más antigua que se conserva en la ciudad de Murcia.

## Vestimenta

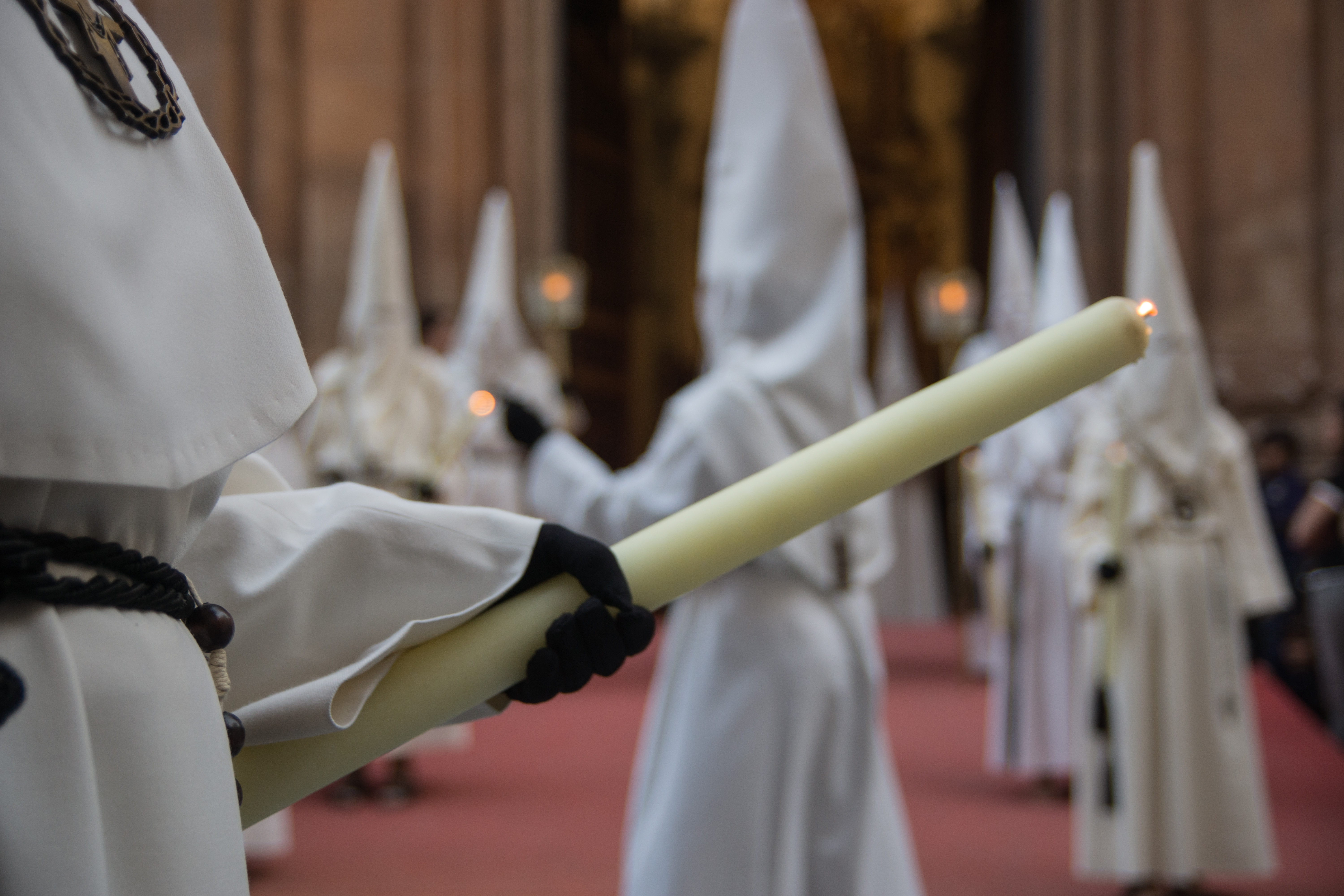
Nazarenos penitentes del Yacente.

Túnica de tergal blanca con cordón y guantes negros. Llevan el escudo de la institución como escapulario metálico. El blanco representa el color del luto hebreo. Al ser una cofradía de estilo de silencio, tanto penitentes, como mayordomos y estantes disponen del mismo tipo de vestimenta con la cara tapada y la túnica larga.

## Itinerario
Plaza Cristo de la Salud • Eulogio Soriano • Apóstoles • plaza del Cardenal Belluga • Frenería • Puxmarina • plaza Puxmarina • Sociedad • plaza de San Bartolomé • plaza José Esteve Mora • Jabonerías • plaza de Julián Romea • arco de Santo Domingo • plaza de Santo Domingo • Trapería • plaza Hernández Amores • Oliver • plaza Apóstoles • Apóstoles • Eulogio Soriano • plaza Cristo de la Salud.
Uno de los puntos clave en el recorrido del cortejo penitencial es el paso de la procesión por el arco de Santo Domingo, situado en la calle del mismo nombre, una de las imágenes más bellas de la Semana Santa de Murcia.